# Сарыачик
Сарыачик (Сары-Ачык, Сары-Ачек, Сарачек, Сарыачек, Сары-Чек, Сарычиха) — река, левый приток Кубадру, протекает по территории Улаганского района Республики Алтай в России. Длина реки — 17 км.

## Название
Сары ачык буквально означает «жёлтое открытое место, поляна».

## Описание
Сарыачик начинается на стыке Айгулакского и Курайского хребтов, вытекая из озера Чагакёль на высоте 2081 м над уровнем моря. Генеральным направлением течения реки является северо-восток. В верхней половине бассейна реки множество горных озёр. Южнее урочища Текелей впадает в Кубадру на высоте 1372 м над уровнем моря.
Крупнейший приток — Караозек, впадает слева в низовье на высоте 1482 м над уровнем моря.

## Данные водного реестра
По данным государственного водного реестра России, Сарыачик относится к Верхнеобскому бассейновому округу, водохозяйственный участок реки — бассейн озера Телецкое, речной подбассейн реки — Бия и Катунь. Речной бассейн реки — (Верхняя) Обь до впадения Иртыша.
Код объекта в государственном водном реестре — 13010100112115100002699.